# ESTW L90
Das ESTW L90 (auch bekannt als El L) ist ein elektronisches Stellwerk (ESTW) von Hitachi.

## Geschichte und Funktionsweise
Als sich die zunehmende Bedeutung elektronischer Stellwerke in Deutschland abzeichnete, begann die damalige Standard Elektrik Lorenz AG (SEL) im Jahr 1978 die Entwicklung einer eigenen Bauform ESTW L90 (L für Lorenz). Während die Herstellerfirmen von SEL, über Alcatel SEL und Thales Group, bis zu Hitachi immer wieder wechselten, wurde die Produktbezeichnung ESTW L90 bis heute beibehalten.
Im Jahr 1980 veröffentlichte das Bundesbahn-Zentralamt München rechtsverbindliche Grundsätze für die Zulassung von Sicherungsanlagen (Mü 8004), aus welchen eindeutige Vorgaben für den Aufbau elektronischer Stellwerke hervorgingen. Gepaart mit bedienungstechnischen Anforderungen, die der Hauptkunde Deutsche Bahn an die Hersteller elektronischer Stellwerke richtete, ergaben sich viele identische Entwicklungen und wenig Abweichungen unter Konkurrenten. Insbesondere die Bedienoberfläche der Stellwerke ist bis auf kleine Abweichungen identisch, um den Einsatz von Fahrdienstleitern auf elektronischen Stellwerken unterschiedlicher Hersteller ohne Fortbildungen zu ermöglichen.
Aus Gründen der vereinfachten Wartbarkeit sollte zunächst eine Gemeinschaftsentwicklung mit der Siemens AG namens SIMIS („Sicheres Mikrocomputer-System“) als Sicherheitsbaustein dienen. Im Jahr 1983 entschieden beide Firmen, sich dem Wettbewerb zu unterziehen und unabhängig voneinander sichere Mikrocomputer zu entwickeln. Während Siemens die Produktbezeichnung SIMIS (ab 1983 „Sicheres Mikrocomputer-System von Siemens“) auch für ihr gesamtes ESTW-Produkt übernahm (z. B. SIMIS C, SIMIS D), entwickelte SEL unter dem Namen SELMIS („SEL Mikrocomputer-System“) einen eigenen Sicherheitsbaustein, der sich im Gesamtgefüge mit dem ESTW L90 in der internen Funktionsweise und im Aufbau deutlich von SIMIS-Rechnern und SIMIS-Stellwerken unterscheidet. SEL setzte von Beginn an sowohl bei SELMIS-Rechnern als auch bei übrigen Stellwerkskomponenten auf marktübliche Computerhardware (COTS), die je nach Verwendungszweck von einer Sicherheitsschale umschlossen werden. Die Sicherheit wird, ähnlich wie bei elektronischen Stellwerken von Siemens, durch zweikanalige Informationsverarbeitung gewährleistet (Kommando- und Meldeweg). SELMIS-Rechner vergleichen den Informationsfluss beider Kanäle jedoch mittels Software, während Siemens auf Hardwarevergleicher setzt.
Am 30. November 1989 ging im Bahnhof Neufahrn (Niederbay) das erste L90-Stellwerk in Betrieb. Die unterliegende Hardware-Plattform der Stellwerke wurde im Laufe der Jahre mehrfach gewechselt, wobei aber immer die Schnittstellen-Kompatibilität möglichst gewahrt wurde. Als Resultat sind L90-Stellwerke sehr upgrade-fähig. Frühe L90-Stellwerke basierten auf Rechnern des Typs PDP-11. Klingenberg-Colmnitz war im Jahr 2000 die erste L90-Anlage basierend auf x86-Rechnern, ChorusOS als Betriebssystem und einem im Chorus-Kernel laufenden SELMIS-Modul (SELMIS PLF). Mit dieser Technik konnte eine ESTW-Unterzentrale bis zu 1000 Stelleinheiten steuern. Bis Mitte des Jahres 2002 waren bereits 28 % aller Melde- und Eingabemodule und 46 % der Sicherungsmodule in den bei der Deutschen Bahn AG eingesetzten L90-Stellwerken auf die neue Plattform migriert.
Nach der Jahrtausendwende stellte der Thales-Konzern seine sicherheitsgerichteten Produkte im Unternehmensbereich Transport auf eine neue einheitliche Software-Plattform um (TAS PLF). In den Jahren 2013/2014 lief ein Projekt zur Portierung des ESTW L90 auf die TAS PLF, herstellerseitig wird diese Bauform als CSPM (Convenience Service Platform Module) bezeichnet. Wesentliches Merkmal dieser Plattform ist eine Virtualisierungsschicht. Diese ermöglicht es, bei einem Tausch der unterliegenden Hardware die alte Stellwerks-Software unverändert weiter laufen lassen zu können, selbst wenn sich die Eigenschaften der Hardware aufgrund von Obsoleszenz und Technologiefortschritt wesentlich geändert haben. Frühe L90 setzten zum Beispiel zur Kopplung der Rechner weitgehend auf serielle Schnittstellen, während in neueren L90 durchgängig Ethernet und RaSTA genutzt werden. Durch die Virtualisierung hat ein Wechsel der Vernetzungstechnik keine Auswirkungen auf die Stellwerks-Software.
Fahrstraßenprüfung und -überwachung war für L90-Stellwerke ab dem Jahr 2002 verfügbar, die erste damit ausgestattete Anlage war Erfurt.

## Aufbau

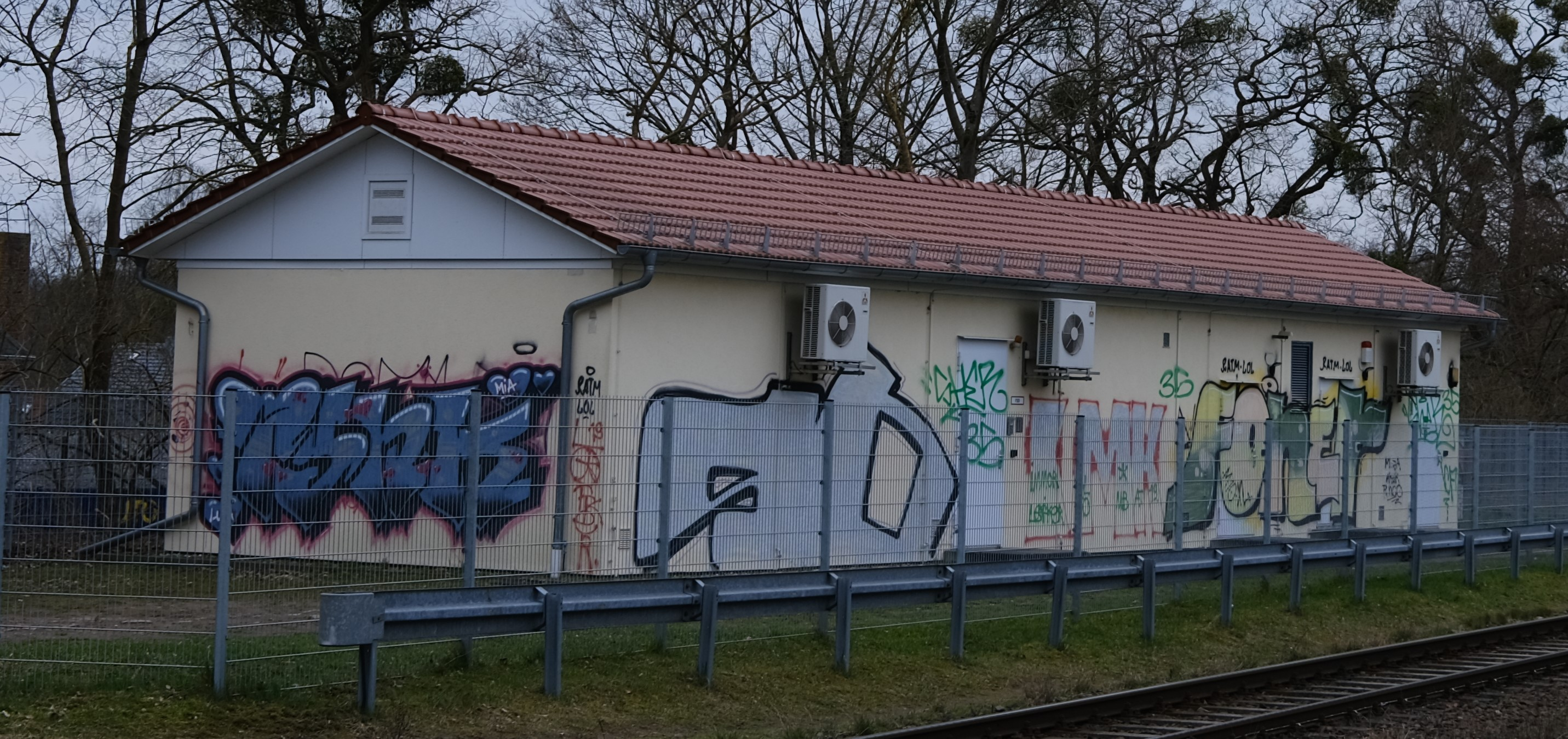
Unterzentrale des ESTW L90 Fürstenberg/Havel

Das ESTW L90 arbeitet mit einem Drei-Ebenen-Modell, wobei die oberen zwei Ebenen im elektronischen Stellwerk selbst (ESTW-UZ/ESTW-Z) angesiedelt sind, während sich die unterste Ebene ebenfalls im ESTW oder in ausgelagerten Gebäuden in räumlicher Nähe zu den ferngesteuerten Betriebsstellen (ESTW-A) befinden kann.

### Leit- und Bedienebene
Die oberste Ebene bildet das Leit- und Bediensystem (LBS), bestehend aus den Arbeitsplatzrechnern/Bedienplatzrechnern (APS/BPS), und zusätzlichen Bedarfsausrüstungen für das Stellwerk, wie z. B. die Zugnummernmeldeanlage (ZN) oder die Zuglenkung (ZL). Bis zur LBS-Version 4.6 wurde die Bedienoberfläche BO L ISA2 (Bedienoberfläche Lorenz Integrierte Sichere Anzeige 2) verwendet, welche auf Windows basierte. Ab dem Jahr 2017 wird bei der Deutschen Bahn mit der LBS-Version 5.0 die Bedienoberfläche HIS (Human-Machine-Interface for Integrated Solutions) verwendet, welche auf Linux basiert und Teil von TAS PLF ist. Sie wurde vorher in anderen Ländern projektiert und prototypisiert. HIS ermöglicht die Integration von ETCS-Bereichen in die Bedienoberfläche, was Voraussetzung für die Verwendung eines RBC von Hitachi ist.
Die Erzeugung der verfahrensgesicherten Anzeige erfolgte bis LBS-Version 4.6 mit dem Bildschirm-Modul (BM), ab der LBS-Version 5.0 wird hierfür ein HIS-Vergleichsrechner verwendet.

### Sicherungsebene
Die mittlere Ebene stellt als Sicherungsebene den Kern des ESTW L90 dar. Sie beherbergt mit dem Melde- und Eingabemodul (MEM) die zentrale Komponente für die Verarbeitung der Eingaben des Bedieners. Erst unterhalb des MEM überwachen Sicherungsmodule (SM) eingestellte Fahrstraßen und führen die Aufträge des MEM aus, in dem sie Abhängigkeiten prüfen und Stellaufträge für bewegliche Fahrwegelemente (wie z. B. Weichen) und Signale an die Stellebene senden. Während elektronische Stellwerke von Siemens geeignete Fahrwege vom Start- zum Zielpunkt mittels topologischer Fahrstraßentechnologie (Spurplanprinzip) selbstständig finden, greift das ESTW L90 auf die tabellarische Fahrstraßentechnologie (Verschlussplanprinzip) zurück. Aus diesem Grund müssen in der Projektierungsphase eines ESTW L90 alle für die Fahrstraßen erforderlichen Fahrwegelemente in der benötigten Stellung systematisch erfasst werden. Ein SM kann für mehrere Betriebsstellen zuständig sein, in einem großen L90 können bis zu acht SM vorhanden sein.
Der an das SM angebundene LAN-Co-Prozessor (LANCOP_E2) ermöglicht die Einbindung von Zugsicherungssystemen wie der linienförmigen Zugbeeinflussung (LZB) und des European Train Control System (ETCS).

### Stell-/Feldebene
Die Stellebene, auch Feldebene genannt, stellt mit den Element-Ansteuerungs-Modulen (EAM), welche sich entweder im Stellwerk selbst oder in ausgelagerten Gebäuden in der Nähe der ferngesteuerten Betriebsstellen befinden, die Verbindung zwischen der Außen- und Innenanlage des ESTW L90 her. Dieses Modul übernimmt keine Sicherheitsverantwortung und führt ausschließlich die Befehle des übergeordneten Sicherungsmoduls aus, erfasst die Zustände der angeschlossenen Fahrwegelemente und Signale und gibt sie an das SM zurück. Anders als bei elektronischen Stellwerken von Siemens ist die Stell- bzw. Feldebene also deutlich von der Sicherungsebene getrennt. Weichen werden wie im ESTW L90 wie im Relaisstellwerk weiterhin durch Weichenrelaisgruppen umgestellt und überwacht, alle weiteren Elemente über die Element-Steuerung-Überwachung (ESU). Eine elektronische Baugruppe zur Weichensteuerung ist unter dem Namen Electronic Point Controller (EPC) in Entwicklung. Den Abschluss der Stellebene als Innenanlage gegenüber der Außenanlage stellen die Eingabe-/Ausgabemodule (E/A) dar.

## ESTW-ZE
Im Rahmen von NeuPro wurde für Digitale Stellwerke und neue Elektronische Stellwerke der Aufbau des ESTW L90 verändert und die Zentraleinheit des elektronischen Stellwerks (ESTW-ZE) entwickelt. Im Gegensatz zum bisherigen Stellwerkskern werden MEM, SM und EAM auf Basis der sicheren Thales-Plattform (CSPM) zusammen mit einem neu entwickelten Diagnosesystem (DL-PC) in einem oder zwei Rechnerschränken untergebracht. Die Anbindung der Feldelemente erfolgt über Element Controller Subracks (ECS), welche im Rechnerschrank der ESTW-ZE untergebracht sind.

## ESTW L90 C
Das ESTW L90 C ist eine Version des L90 für Regionalstrecken mit geringeren Verfügbarkeitsanforderungen. Funktional handelt es sich um vollwertige L90. Sofern sie nicht an die Fahrleitungsanlage oder ein externes Netzersatzaggregat angeschlossen ist, ermöglicht die Notstromversorgung dieser Stellwerke nur etwa 15 Minuten Vollbetrieb oder die Aufrechterhaltung des Rechnerbetriebs für eine Stunde. Die Stellwerke sind frei projektierbar, allerdings lassen sich bei Verwendung vordefinierter Bahnhofstypen besonders niedrige Baukosten erreichen. Auch für diese Bauform stehen seit mehreren Jahren die neu entwickelte HIS-Oberfläche (HIS Regio) und CSPM-Platform zur Verfügung.